# Adelardo López de Ayala

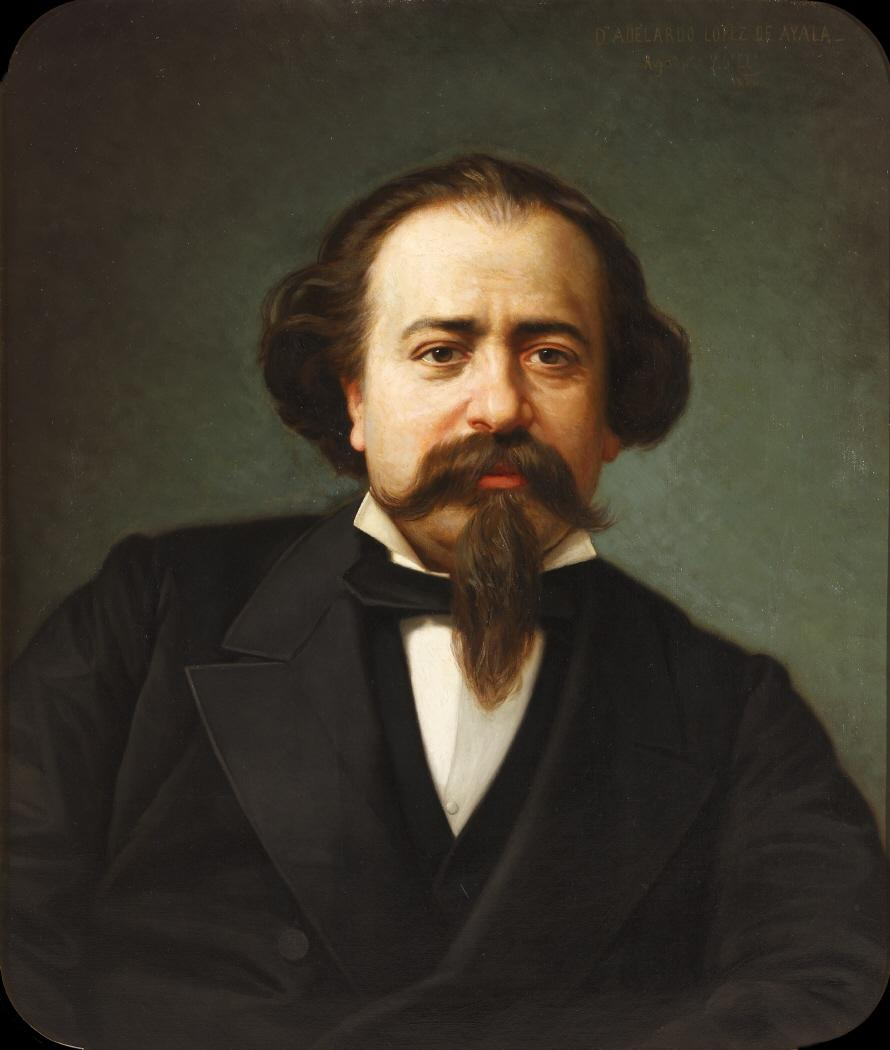
Adelardo López de Ayala

Adelardo López de Ayala (* 1. Mai 1828 in Guadalcanal, Provinz Sevilla; † 30. Dezember 1879 in Madrid) war ein spanischer Dichter und Politiker.

## Leben
Adelardo López studierte zunächst Rechtswissenschaften in Sevilla, widmete sich aber nachher ganz der Dichtkunst und erwarb sich durch seine poetischen Werke Anerkennung und die Gunst der Nation.
Auch an den politischen Ereignissen jener Zeit nahm López bedeutenden Anteil. Anfangs war er Anhänger von Ramón María Narváez, dann schloss er sich mit Antonio Cánovas del Castillo und Augusto Ulloa der von Leopoldo O’Donnell gegründeten Unión Liberal (Liberale Union) an. Er gehörte zu den hervorragendsten Rednern in den Cortes. An der Revolution von 1868 unter General Prim, die die Herrschaft von Isabella beendete nahm er Anteil und verfasste das Manifest von Cadiz. Als aber die Dinge in Spanien einen in seiner Sicht radikalen Gang nahmen und der föderativen Republik zutrieben, vereinigte er sich wieder mit Canovas zur Restauration der Monarchie und übernahm in den ersten Ministerien des Königs Alfons XII. das Finanzwesen der Kolonien. Später wurde er zum Präsidenten der Deputiertenkammer gewählt.
Adelardo López de Ayala starb am 30. Dezember 1879.

## Werke (Auswahl)
Seine bedeutendsten Werke waren:
- El hombre de estado (1851).
- Culpa y perdon (Schuld und Vergebung),
- Los dos Guzmanes,
- El tanto por ciento, (1861): Eine Satire auf Profitstreben und der Überbewertung des Materiellen
- Los comuneros und das Drama
- Consuelo (1870): Die kokette und unehrliche Titelfigur zieht den reichen, egoistischen Großkaufmann ihrem armen, aber zuverlässigen Jugendfreund vor.